# Dérive de Stokes
Pour les articles homonymes, voir Stokes.

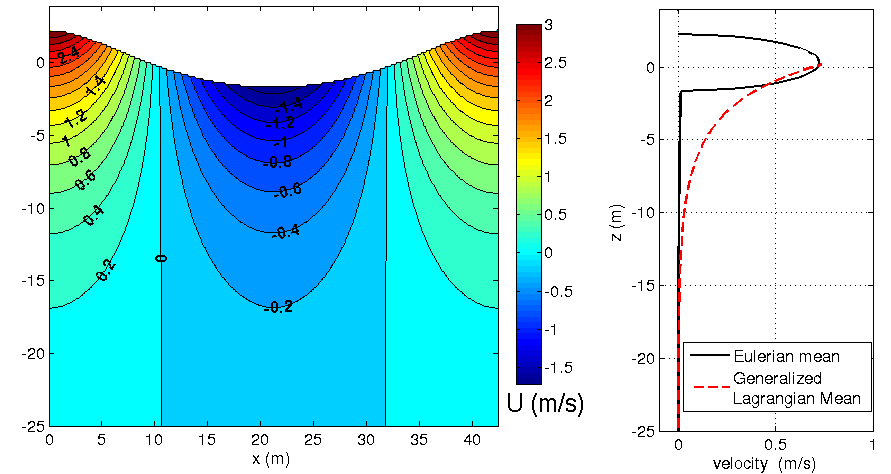
Illustration de la dérive de Stokes pour des vagues régulières de période 5 s par 25 m de fond. À gauche: vitesses horizontales instantanées. À droite: vitesses moyennes sur une période des vagues. En noir, la moyenne "Eulérienne", en pointillés rouges, la moyenne "Lagrangienne".

La dérive de Stokes est le mouvement de transport de matière associé à la propagation d'une onde dans un milieu matériel. 
Pour les ondes de surface dans l'eau (marée, vagues, ...) ce transport peut être interprété comme l'eau transportée entre les creux et les crêtes des ondes. En effet, sous la crête, la vitesse des particules est dans le sens de propagation de l'onde. Donc la vitesse moyenne à la hauteur de la crête est dans le sens de propagation. C'est le point de vue Eulérien. Dans le cas le plus simple des ondes d'Airy (vagues périodiques sur fond plat, en absence de courant moyen) ou des ondes de Kelvin (ondes d'Airy de grande longueur d'onde modifiées par la rotation de la Terre), le transport ne se produit qu'aux niveaux situés entre creux et crêtes. Dans le cas de la marée on parle aussi de courant résiduel Lagrangien, qui englobe le courant résiduel Eulérien (causé par l'asymétrie du courant de marée) et la dérive de Stokes. 
On peut aussi interpréter ce transport comme le déplacement des particules fluides. C'est le point de vue Lagrangien. Dans ce cas le transport s'étend sur toute la colonne d'eau, décroissant depuis la surface. 
Les deux points de vue sont bien sûr compatibles : le transport sur l'ensemble de la colonne d'eau est égal dans les deux cas. Pour des vagues périodiques, ce débit de masse par unité de longueur de crête est égal à  {\displaystyle E_{t}/C} avec {\displaystyle E_{t}} la densité d'énergie mécanique des vagues par unité de surface, et {\displaystyle C} la vitesse de phase des vagues. 

## Dérive de Stokes dans les vagues générées par le vent
En pratique la dérive de Stokes est une partie importante de la dérive à la surface de l'océan, généralement supérieure aux courants moyens générés par le vent. C'est particulièrement vrai dans l'océan où la dérive de Stokes en surface de l'ordre de 1 à 2 % de la vitesse du vent local, alors que le courant moyen induit par le vent est fortement mélangé par la turbulence induite par le déferlement, avec des vitesses en surface plutôt proches de 0,5 % de la vitesse du vent. 
Toutefois le transport de masse associé aux vagues, la somme des dérives à toutes les profondeurs, est nul dans l'océan profond... à cause de la rotation de la Terre. En effet  Klaus Hasselmann  a montré comment la force de Coriolis a tendance à générer un courant opposé à la dérive de Stokes, mais relativement homogène sur la verticale. 
En conclusion, les vagues dans l'océan génèrent une dérive importante en surface, dans leur direction de propagation, mais aussi, en profondeur, une dérive opposée, qui annule le transport de Stokes.